# Хуана Австрійська
Хуана Австрійська, також відома як Хуана Габсбург та Хуана Іспанська (ісп. Juana de Austria o Habsburgo; 24 червня 1535 — 7 вересня 1573) — іспанська інфанта та австрійська ерцгерцогиня з династії Габсбургів, донька імператора Священної Римської імперії Карла V та португальської інфанти Ізабелли, дружина кронпринца Португалії Жуана Мануела, матір короля Португалії Себаштіана I, що зник під час Битви при Алкасер-Кебірі. Засновниця монастиря Дескальсас-Реалес в Мадриді.

## Біографія
Хуана народилася 24 червня 1535 року в Мадриді. Вона була четвертою дитиною та другою донькою в родині імператора Священної Римської імперії Карла V та його дружини Ізабелли Португальської. Своє ім'я новонароджена отримала на честь дати появи на світ (24 червня — день святого Хуана) та бабусі з батьківського боку — королеви Хуани. Дівчинка мала старшого брата Філіпа та сестру Марію, разом з ними зростаючи між Толедо та Вальядолідом. Старший брат Фердинанд помер ще до її народження.
Матір пішла з життя після останніх пологів, коли Хуані не виповнилося й чотирьох. Батько більше не одружувався. Виховання дівчинки було доручено Леонорі де Маскаренас. Під її наглядом Хуана отримала всебічну освіту, у 8 років вже знала латину та грала на музичних інструментах.
11 січня 1552 року в Торо був підписано шлюбний контракт Хуани із португальським кронпринцом Жуаном Мануелом. Цей союз мав ключове значення для країн Іберійського союзу, створивши підґрунтя для Іберійської унії, оскільки завдяки йому іспанський король Філіп II зміг згодом претендувати на португальський трон.
Хуана в кінці листопаду 1552 прибула до португальського двору. На той час їй виповнилося 17 років, чоловік був двома роками молодшим за неї. Їхній шлюб тривав трохи більше року. Жуан Мануел, слабкий здоров'ям, помер 2 січня 1554 року від сухот. За деякими відомостями, він страждав також від діабету.
За два с половиною тижні Хуана народила їхнього єдиного сина Себаштіана, забезпечивши таким чином продовження династії.
17 травня 1554 Хуана назавжди від'їхала з Португалії, передавши тримісячного сина на виховання його бабусі Катерині Австрійській, та повернулася до Іспанії на прохання батька, що збирався зректися престолу. Її брат цього часу знаходився в Англії, перебуваючи у шлюбі з королевою Марією, а сестра з родиною мешкала у Відні.
Після відвідин бабусі Хуани у Тордесільясі, повернувшись до двору 12 липня 1554, інфанта перебрала на себе обов'язки регента, які виконувала з перервами впродовж чотирьох років до остаточного повернення брата Філіпа із Англії.
Хуана чудово впоралася із покладеною на неї відповідальністю, успішно розв'язавши військові, релігійні та політичні проблеми, що з'явилися у країні в ті роки. Проявляючи особисту винахідливість та енергійність, вона оточила себе надійними радниками, багато з яких мали португальське походження, прибувши до Мадриду у свиті її матері Ізабелли Португальської. Серед них був Руй Гоміш да Сілва, один з найвидатніших діячів партії еболістів, яка відрізнялася толерантністю та примиренням, особливо у релігійних питаннях, на противагу партії альбістів.

За порадою свого духівника Франсіско Борджиа, у 1557 році заснувала монастир, зараз відомий як Дескальсас-Реалес.

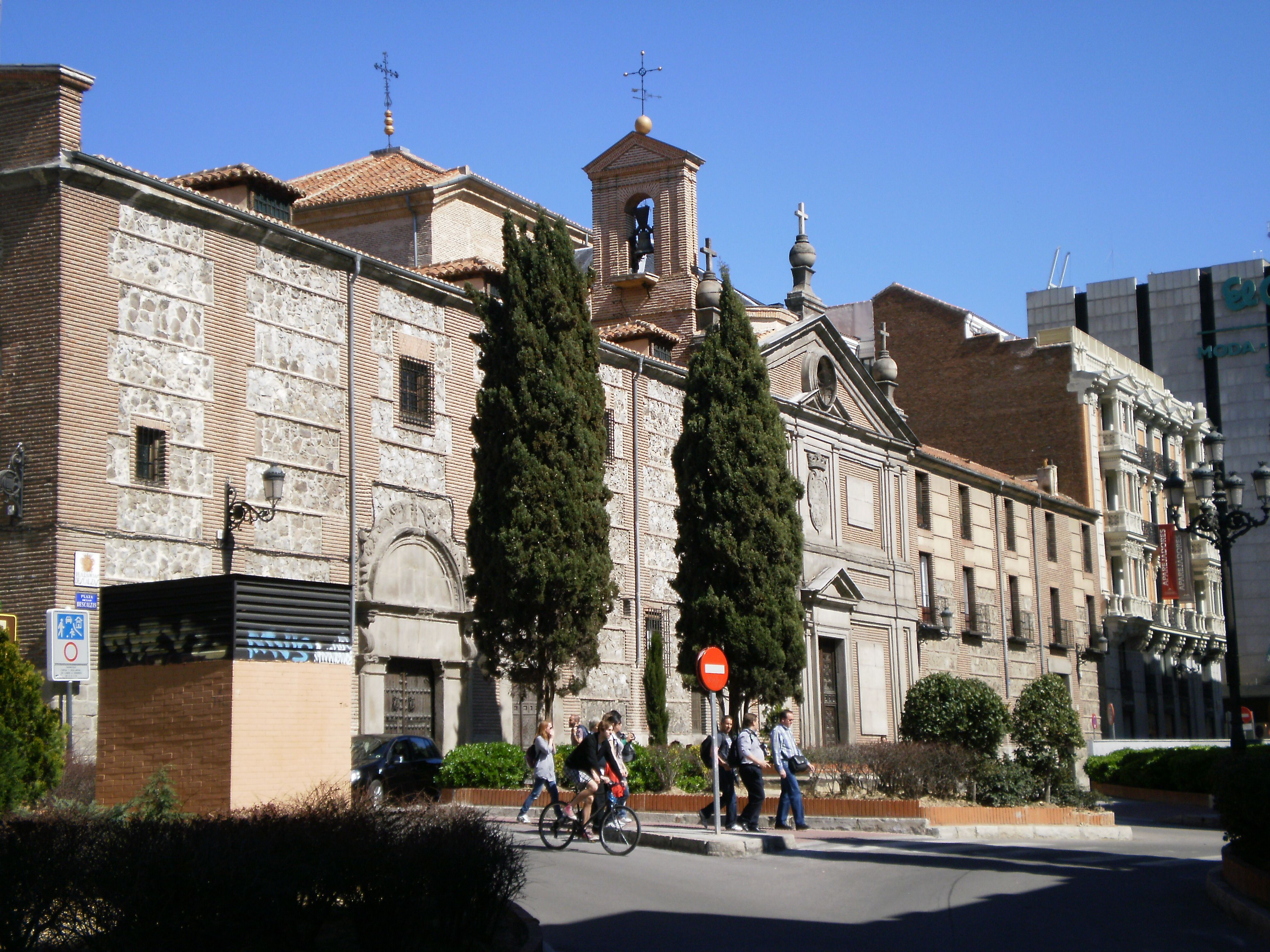
Дескальсас-Реалес

Після повернення до Іспанії Філіпа II, відійшла від активного політичного життя, все більше присвячуючи себе релігії. Однак, її вплив на партію еболістів залишався потужним. До самої смерті вела напівчернечий напівсвітський спосіб життя.
Заміж Хуана більше не вийшла та сина не побачила. Проте регулярно листувалася з ним та отримувала його портрети у різному віці.
Померла інфанта 7 вересня 1573 в Ескоріалі у віці 38 років. Похована в Дескальсас-Реалес.

## Родина
Чоловік — Жуан-Мануел (1537—1554), принц Португальський (1539—1554)
Діти
- Себаштіан (1554—1578), король Португалії (1557—1578)

## Цікаві факти
- Хуана була єдиною жінкою-членом ордену єзуїтів під псевдонімом Матео Санчес. Ігнатій Лойола дав на це винятковий дозвіл 3 січня 1555 року, оскільки Хуана, виконуючи функції регента, займала високе становище і мала змогу допомагати товариству. Також дала обітницю цнотливості.